# Paraserixia
Paraserixia – rodzaj chrząszczy z rodziny kózkowatych i podrodziny zgrzypikowych.

## Zasięg występowania
Przedstawiciele tego rodzaju występują na Borneo oraz w Indiach.

## Systematyka
Do Paraserixia należą 2 gatunki:
- Paraserixia borneensis
- Paraserixia flava